# Risk (film, 2007)
Pour les articles homonymes, voir Risk (homonymie).
Risk est un film indien de Bollywood réalisé par Vishram Sawant sorti le 13 janvier 2007.
Le film met en vedette Vinod Khanna, Randeep Hooda et Tanushree Dutta.